# Chorwacja na Letniej Uniwersjadzie 2005
Chorwację na Letniej Uniwersjadzie w Izmirze reprezentowało 82 zawodników. Zdobyli oni dwa złote medale. 

## Medale

### Złoto
- Sime Fantela i Igor Marenić - żeglarstwo, klasa 470
- Robert Seligman - gimnastyka sportowa, ćwiczenia na koniu z łękami